# 1952年伦敦烟雾事件
倫敦霧霾（英語：Great Smog of London、Great Smog of 1952）是1952年12月5日至12月9日發生於英國倫敦的空氣污染事件。發生的原因包括氣溫低、反氣旋、高壓籠罩、無風以及大量燃燒煤炭所產生的空氣汙染而形成的大霧。
雖然這是英國史上最嚴重的公害事件，而且發生當時能見度極低，煙霧甚至影響到室內，但因倫敦在這之前已經歷過多次類似事件，所以當時並未引起重視。政府部門在數週後的報告中指出，截至12月8日，霧霾導致了計有四千人的死亡，並導致十萬人以上受到呼吸道疾病影響。2004年的報告更指出，估計有逾一萬兩千人死亡。該事件使得政府修改了多項法規，包括1956年清洁空气法，並且對於各國現代公害運動及環境運動的興起具有深遠的影響。原因是SOx（硫氧化物）嚴重超出正常值，與日本四日市哮喘的污染內容有共通之處。而反氣旋加劇的空氣品質惡化則類似1948年美國的多諾拉事件。

## 事件經過
倫敦冬季多濃霧天氣（此處提及的霧亦是大氣污染的一種），工業革命以後，帶來煤炭燃料的大量利用，燃煤後的煙塵與霧混合，滯留於地表上，被稱為黑霧，吸入煙霧導致呼吸道疾病的患者增加，身體健康受害。今天流行文化上可以聽到「19世紀末的倫敦素有霧都之稱」，此說法紀錄老倫敦霧霾嚴重的歷史風情，與現代倫敦差異頗大。而1950年代以前的100年間倫敦有大約10次大規模煙霧事件，其中最嚴重、對健康危害最大的一次即1952年。
1952年12月5日至12月10日間，高氣壓覆蓋英國全境上空，給倫敦帶來寒冷和大霧的天氣。冷天時倫敦市民通常多使用煤炭取暖。同時期，倫敦的地上交通工具正逐漸淘汰路面電車，開始全面使用內燃引擎的巴士，後者在運轉中排出大量廢氣。當時市區內還有許多燃煤發電廠，包括巴特西發電廠、河岸發電廠（後來改建成今日的泰特現代美術館）。
供給暖氣的火力發電廠與內燃機車產生的亞硫酸（二氧化硫）等大氣污染物質在冷空氣層中如被鍋蓋封閉一般而不得排散，污染物遂濃縮形成為值數僅為pH2的強酸性、高濃度的硫酸霧。
亞硫酸氣體的正常峰值濃度為0.1 ppm至0.7 ppm，懸浮顆粒的正常值為0.2 mg/m3至1.7 mg/m3，超出即屬異常。
煙霧進入民宅，人人眼痛、鼻痛且咳嗽不止，黑暗中交通事故不斷，救護車與消防車也難以出動。大煙霧的隔周，各醫院收治了大量得支氣管炎、支氣管肺炎、心臟病的重患，總計大煙霧期間死亡4,000餘人。另有諸多老人和兒童為慢性病患者。其後數週間又有8,000餘人死亡，合計死者數達12,000人以上，成為罕見的大慘案。

## 事件後的對策
大煙霧事件的巨大衝擊成為亮出解決大氣污染真正的契機，煙霧帶來的深刻問題為全世界知曉。英國政府推出多項燃料使用規範、以及制定禁止工廠排煙的基準，如1956年與1968年的「1956年清潔空氣法」(1956 Clean Air Act)、1954年的「倫敦市法」（City of London (Various Powers) Act 1954）。

## 相關作品
2016年，在美英合作的電視影集《王冠》第1季第4集中，大幅描寫了倫敦霧霾事件的影響。

## 外部連結
- 倫敦煙霧事件（页面存档备份，存于）
- The Great Smog of 1952[]
- Days of toxic darkness（页面存档备份，存于）
- Historic smog death toll rises（页面存档备份，存于）
- NPR: The Killer Fog of '52（页面存档备份，存于）
- Pollution call on smog anniversary（页面存档备份，存于）